# Akissi Delta
Akissi Delta, nata Loukou Akissi Delphine (Dimbokro, 5 marzo 1960), è un'attrice ivoriana.
Ha ricevuto il premio per la più elegante rappresentante dello spettacolo ivoriano.
Nata in Costa d'Avorio, a Dimbokro, non ha mai frequentato la scuola. Analfabeta, Akissi Delta lasciò la sua città natale per trasferirsi ad Abidjan da una delle sue zie che si occupò della sua educazione, insegnandole il francese ma senza mai mandarla a scuola.
Oltre che attrice cinematografica, è stata l'ideatrice della serie televisiva Ma Famille, trasmessa dal 2002 al 2007 e ripresa diversi anni dopo.

## Filmografia
- Bouka, regia di Roger Gnoan M'Bala (1988)
- Bal Poussière, regia di Henri Duparc (1989)
- Nel nome di Cristo (Au nom du Christ), regia di Roger Gnoan M'Bala (1993)
- Rue Princesse, regia di Henri Duparc (1994)